# Tod Browning
Charles Albert (Tod) Browning jr. (Louisville, 12 juli 1880 – Santa Monica, 6 oktober 1962) was een Amerikaans filmregisseur.

## Levensloop
Browning was afkomstig uit een welgestelde familie. Hij liep op 16-jarige leeftijd weg naar het circus. Hij was ook een tijdlang actief in de theaterwereld, voordat hij in de filmindustrie aan de slag ging. In 1916 was hij de regieassistent van D.W. Griffith bij zijn spektakelfilm Intolerance.
Browning brak in 1925 door als regisseur met The Unholy Three. In 1927 draaide hij de films The Unknown en London After Midnight met de acteur Lon Chaney in de hoofdrol. Zijn grootste commerciële succes kwam er in 1931 met de vampierenfilm Dracula. De horrorfilm Freaks geldt als het hoogtepunt van zijn oeuvre.
In 1962 overleed hij aan kanker.

## Filmografie

### Korte films
- 1915: The Lucky Transfer
- 1915: The Slave Girl
- 1915: An Image of the Past
- 1915: The Highbinders
- 1915: The Story of a Story
- 1915: The Spell of the Poppy
- 1915: The Electric Alarm
- 1915: The Living Death
- 1915: The Burned Hand
- 1915: The Woman from Warren's
- 1915: Little Marie
- 1916: The Fatal Glass of Beer
- 1916: Everybody's Doing It
- 1916: Puppets

### Lange speelfilms
- 1917: Jim Bludso
- 1917: A Love Sublime
- 1917: Hands Up!
- 1917: Peggy, the Will O' the Wisp
- 1917: The Jury of Fate
- 1918: The Legion of Death
- 1918: The Eyes of Mystery
- 1918: Revenge
- 1918: Which Woman?
- 1918: The Deciding Kiss
- 1918: The Brazen Beauty
- 1918: Set Free
- 1919: The Wicked Darling
- 1919: The Exquisite Thief
- 1919: The Unpainted Woman
- 1919: The Petal on the Current
- 1919: Bonnie Bonnie Lassie
- 1920: The Virgin of Stamboul
- 1920: Outside the Law
- 1921: No Woman Knows
- 1922: The Wise Kid
- 1922: Man Under Cover
- 1922: Under Two Flags
- 1923: Drifting
- 1923: The Day of Faith
- 1923: White Tiger
- 1924: The Dangerous Flirt
- 1924: Silk Stocking Sal
- 1925: The Unholy Three
- 1925: The Mystic
- 1925: Dollar Down
- 1926: The Blackbird
- 1926: The Road to Mandalay
- 1927: The Show
- 1927: The Unknown
- 1927: London After Midnight
- 1928: The Big City
- 1928: West of Zanzibar
- 1929: Where East Is East
- 1929: The Thirteenth Chair
- 1930: Outside the Law
- 1931: Dracula
- 1931: Iron Man
- 1932: Freaks
- 1933: Fast Workers
- 1935: Mark of the Vampire
- 1936: The Devil-Doll
- 1939: Miracles for Sale

## Varia
David Bowie vermeldt Browning in de song Diamond Dogs:
Dressed like a priest you was, Todd Browning's freak you was